# Rapallo (Künstler)

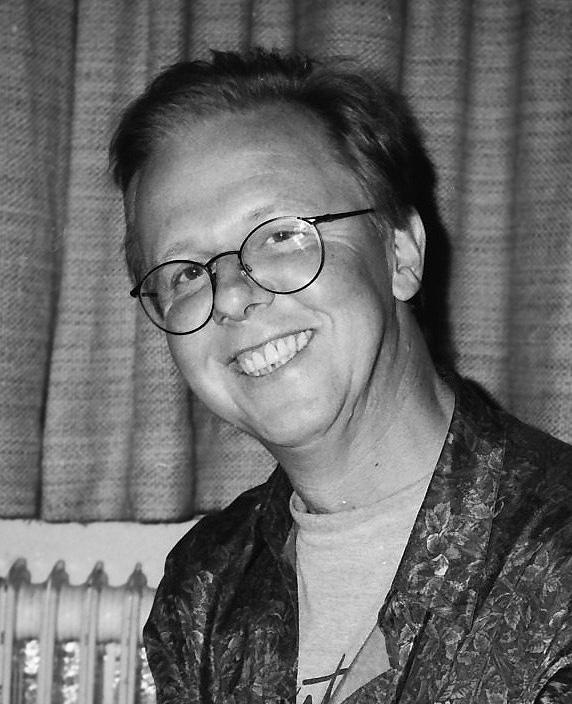
Rapallo, Anfang der 1990er-Jahre

Rapallo, bürgerlich Walter Strebel (* 2. März 1951 in Baar ZG; † 2005 im Gebiet des Grenchenbergs), war ein Schweizer Maler und Cartoonist.

## Leben
Walter Strebel erlernte am Lehrerseminar Zug den Beruf des Primarlehrers. Er zeichnete erst nebenberuflich, ab 1976 hauptberuflich Cartoons. Diese wurden regelmässig in diversen Zeitschriften veröffentlicht, u. a. im Nebelspalter, im Spiegel, im Stern, in der Bunte, in der Schweizer Jugend, in der Schweizer Illustrierten, im Züritipp oder im Brückenbauer. Ab 1979 begann Strebel alias «Rapallo», für das Schweizer Fernsehen zu arbeiten (unter anderem für die Sendungen Karussell und Fass).
Seine Werke wurden gezeigt in Holland (eigenes Atelier in Amsterdam), in der Galerie Arton A in Stockholm, QT-PTEC in Zug und in der Villa Val Lemme in Capriata d’Orba, Italien. Auch schuf er Arbeiten für die öffentliche Hand. So gestaltete er die Unterlagen für die Verkehrserziehung des Kantons Thurgau. 2001 gestaltete Rapallo zwei 70-Rappen-Briefmarken für das Fürstentum Liechtenstein.
Im Mittelpunkt seines Schaffens standen meistens Mensch und Tier, die als Projektionsobjekt für das oft absurde menschliche Verhalten herhalten mussten. Die Malerei und später auch das Arbeiten mit Skulpturen hatte sich Rapallo mehrheitlich autodidaktisch angeeignet. Seine bevorzugte Stilrichtung war immer das Fantastische, Surreale und Expressionistische.
Im August 2005 verschwand Rapallo bei einem Spaziergang am Grenchenberg. Am 25. Mai 2006 wurde er in Bettlach SO tot aufgefunden. Die Umstände seines Todes sind ungeklärt. Die Polizei ging von Suizid oder einem Unfall aus.

## Publikationen (Auswahl)

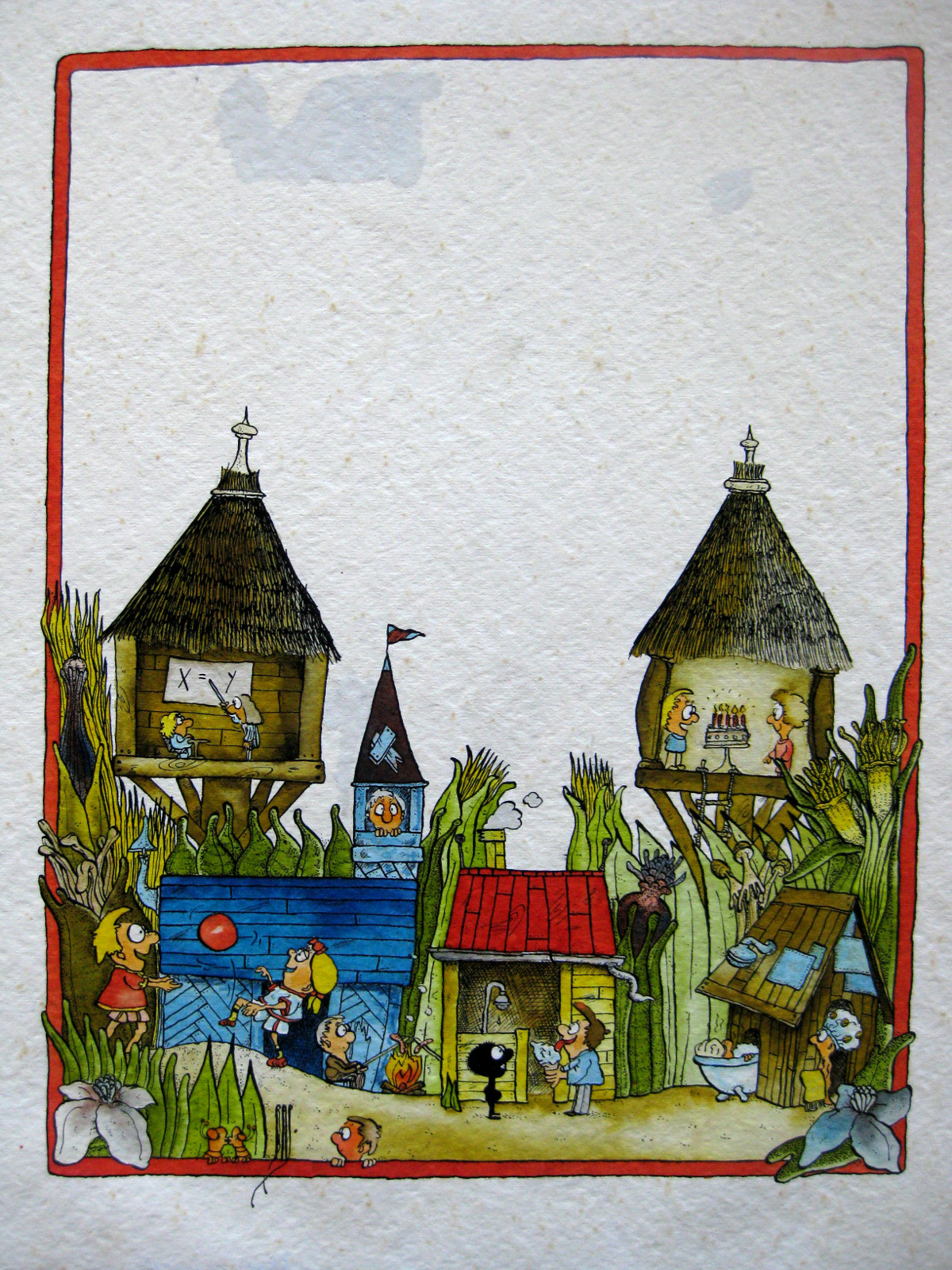
Unbenanntes Bild von Rapallo, aus dessen Nachlass

- 1979: RAP. Cartoons. Rapallo-Verlag, Baar.
- 1979: Auge um Auge, Zahn um Zahn. Rapallo-Verlag, Baar.
- 1982: Baldrian und Efeublatt. Kinderbuch. Verlag Schläpfer, Herisau, ISBN 3-85882-023-7.
- 1982: Herr Immersatt aus Nimmersatt. Kinderbuch. Verlag Schläpfer, Herisau, ISBN 3-85882-024-5.
- 1982: Ich glaube, ich bin hier falsch. Edition Erpf, Bern und München, ISBN 3-256-00034-7.
- 1983: Die Maus und der Elephant. Heitere Cartoons. Edition Erpf, Bern / München, ISBN 3-256-00059-2.
- 1984: Mausi Goldzahn. Kinderbuch. Verlag Schläpfer, Herisau, ISBN 3-85882-041-5.
- 1984: Einweg. Kunstcartoons. Edition Erpf, Bern und München, ISBN 3-256-00067-3.
- 1984: Baldrian und Efeublatt im Zirkus. Kinderbuch. Verlag Schläpfer, Herisau.
- 1988: Amphibische Gedanken. Nebelspalter-Verlag, Rorschach, ISBN 3-85819-123-X.
- 1991: Der kleine Tarzan. Edition Erpf, Bern und München, ISBN 3-905517-25-6.
- 1993: Der Frosch und die Wundertüte. Kinderbuch. Regenbogen-Verlag, Zürich.
- 1995: Baldrian und Efeublatt beim Radrennen. Kinderbuch. Verlag Schläpfer, Herisau, ISBN 3-85882-086-5.
- 1997: Beobachtungen und Träume 1977-97. Werkkatalog. Reinhardt-Verlag, Basel, ISBN 3-7245-0998-7.
- 1997: Max, der Wurm. Nebelspalter-Verlag, Basel, ISBN 3-85819-221-X.
- 1998: Der Zauberstab. Eine phantastische Geschichte. Reinhardt-Verlag, Basel, ISBN 3-7245-0986-3.